# Antoni Sánchez Dietz
Antoni Sánchez Dietz   (11 de juny de 1905 - valor desconegut) va ser un boxejador català que va competir durant la dècada de 1920. El 1924 va prendre part en els Jocs Olímpics de París, on disputà la categoria del pes gall, del programa de boxa. Quedà eliminat en els quarts de final.